# S/Y Manitou
Pour les articles homonymes, voir Manitou.
Le Manitou ou S/Y Manitou ou Floating White House (Maison-Blanche flottante, en anglais) est un yacht américain de plaisance et de course de 1937, de type yawl à gréement bermudien, de 62 pieds (18,9 m). Il est célèbre à titre de yacht présidentiel, entre 1961 et 1963, du président des États-Unis John Fitzgerald Kennedy,,.

## Histoire
Ce yacht de plaisance et de course est conçu en 1937 par l'architecte naval américain Olin Stephens (concepteur de nombreux yachts de course de la Coupe de l'America) inspiré de son premier yacht Dorade de 1931, ou Ranger de 1937, pour des courses de Grands Lacs d'Amérique du Nord,. 

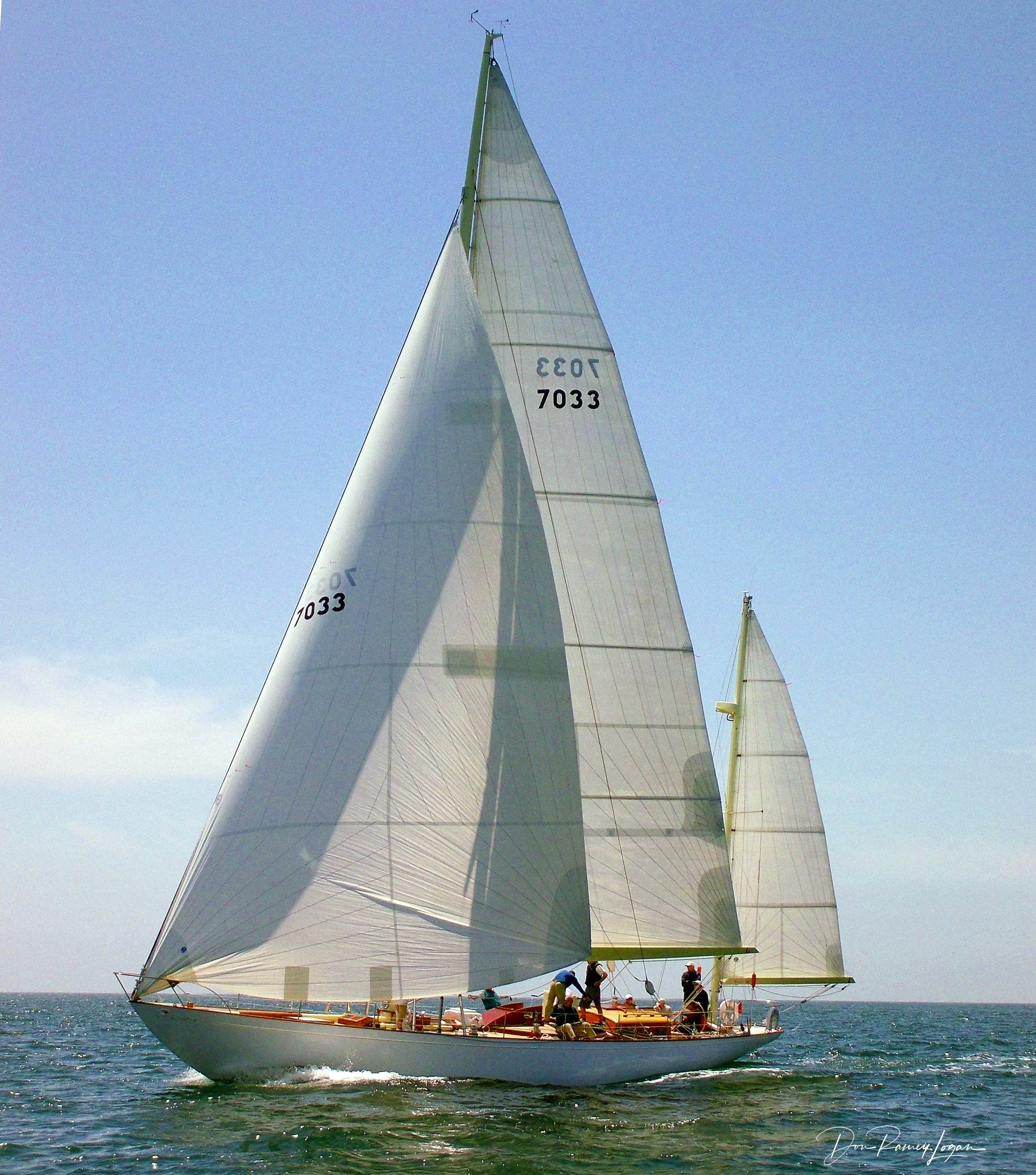
Dorade (1931)
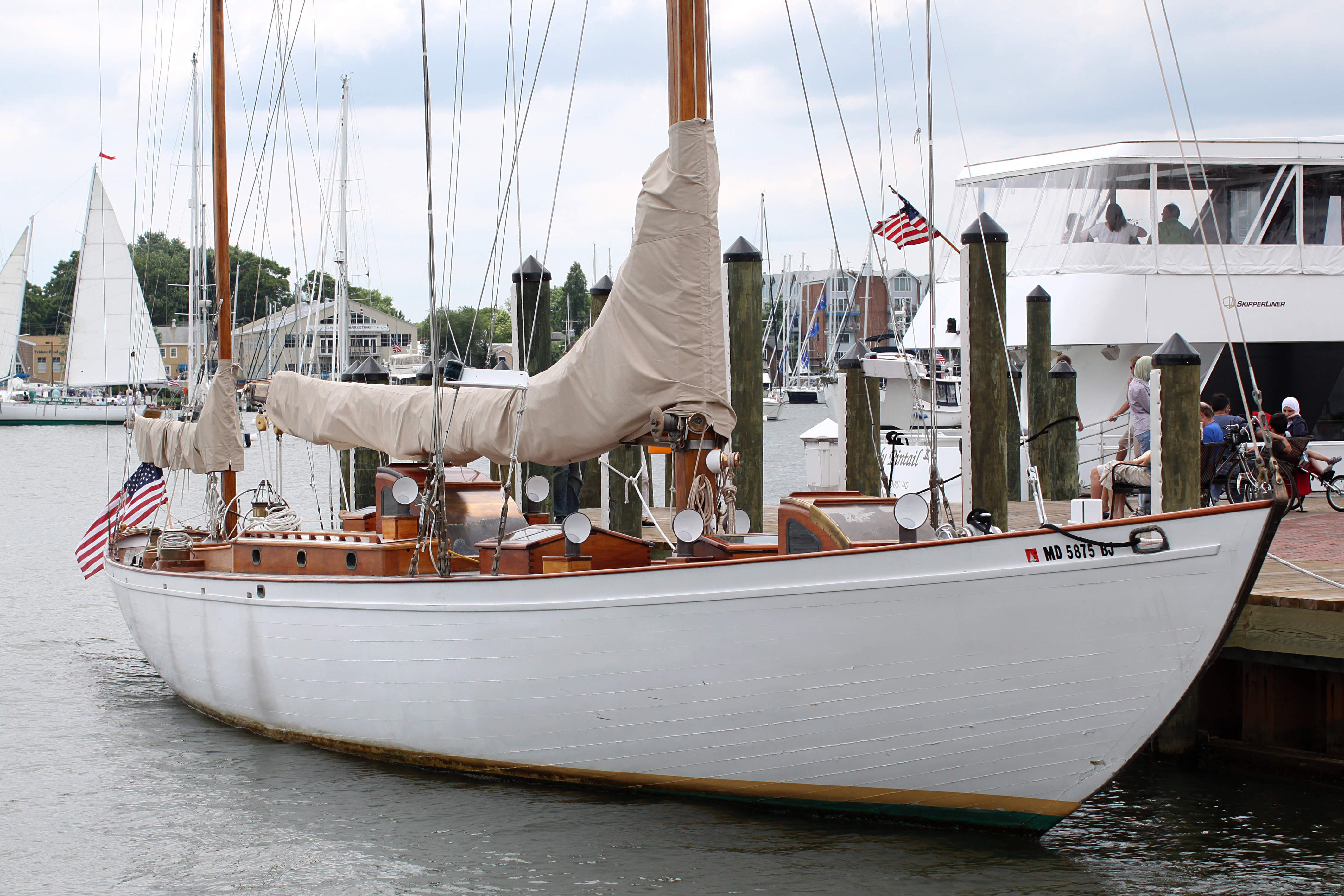
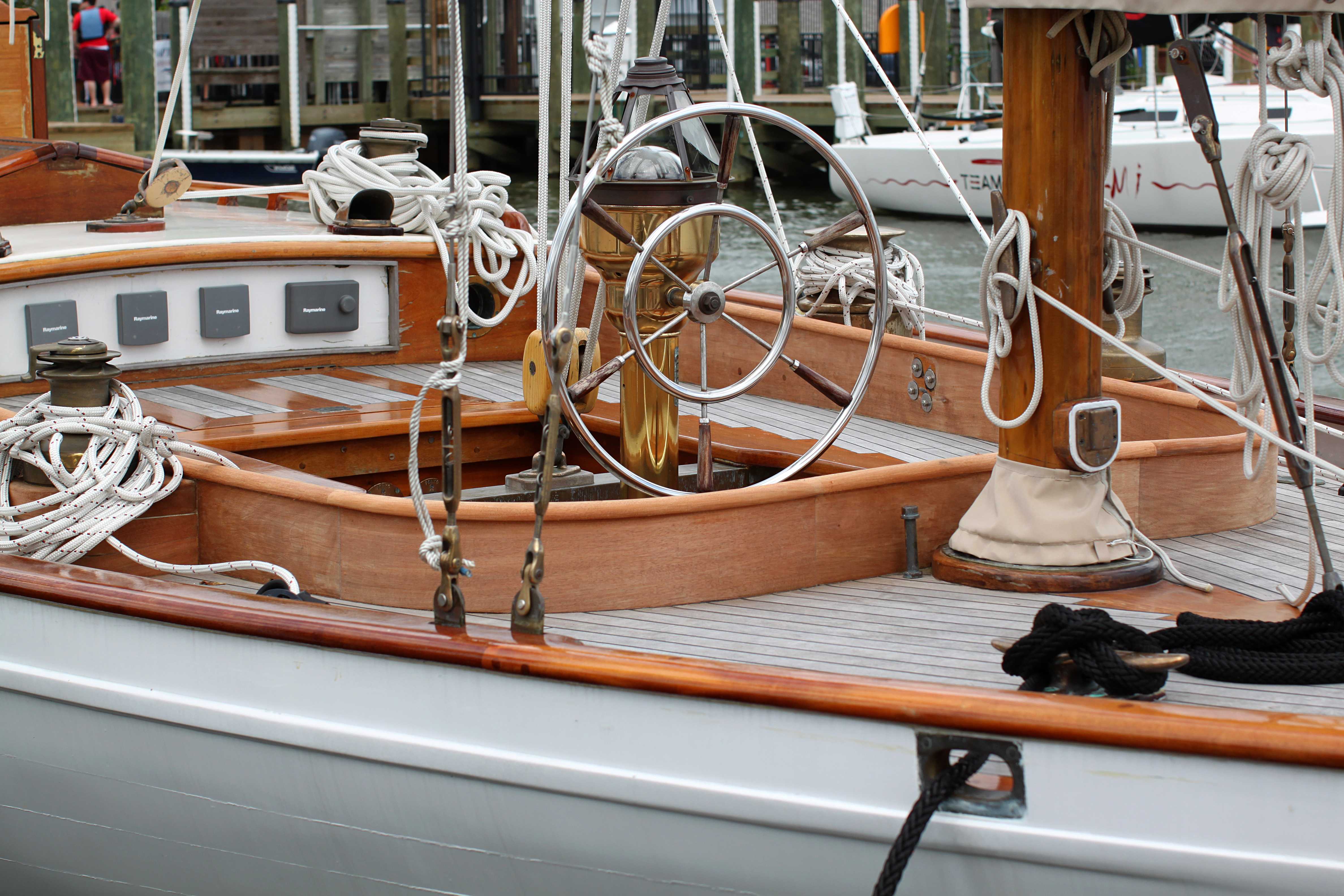

Il est construit en chêne, noyer, acajou, et teck, par le chantier naval MM Davis & Son de Solomons Island dans le Maryland, aux couleurs des Chicago Yacht Club (en) et New York Yacht Club, nommé d’après le Grand Manitou (Grand Esprit et Dieu créateur de l'Univers de la mythologie nord-amérindienne, qui vivait sur l'île Mackinac du lac Huron, des Grands Lacs d'Amérique du Nord).
Son skipper-propriétaire-armateur initial James R. Lowe de Chicago, remporte de nombreuses régates et bat des records avec ce yacht, avant de le revendre en 1955 aux Garde-côtes United States Coast Guard, à titre de navire-école de l'United States Coast Guard Academy de New London (Connecticut), puis du Paul Hall Center for Maritime Training and Education (en) du Maryland en 1968.

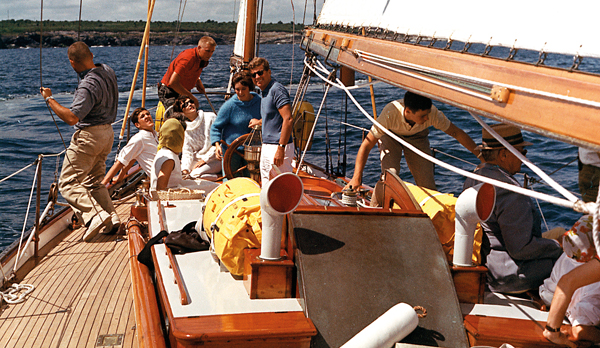

À l'image des yachts Thistle (1891) du kaiser allemand Guillaume II, et Britannia (1892) des rois britanniques Édouard VII et George V, le président des États-Unis John Fitzgerald Kennedy (passionné de navigation) l'utilise durant sa présidence, entre 1961 et 1963, à titre de yacht présidentiel des Garde-côtes United States Coast Guard de armée américaine, en le surnommant alors Floating White House (Maison-Blanche flottante) pour des séjours en famille, avec son épouse Jacqueline Kennedy, et avec de nombreux invités tels que Marilyn Monroe...

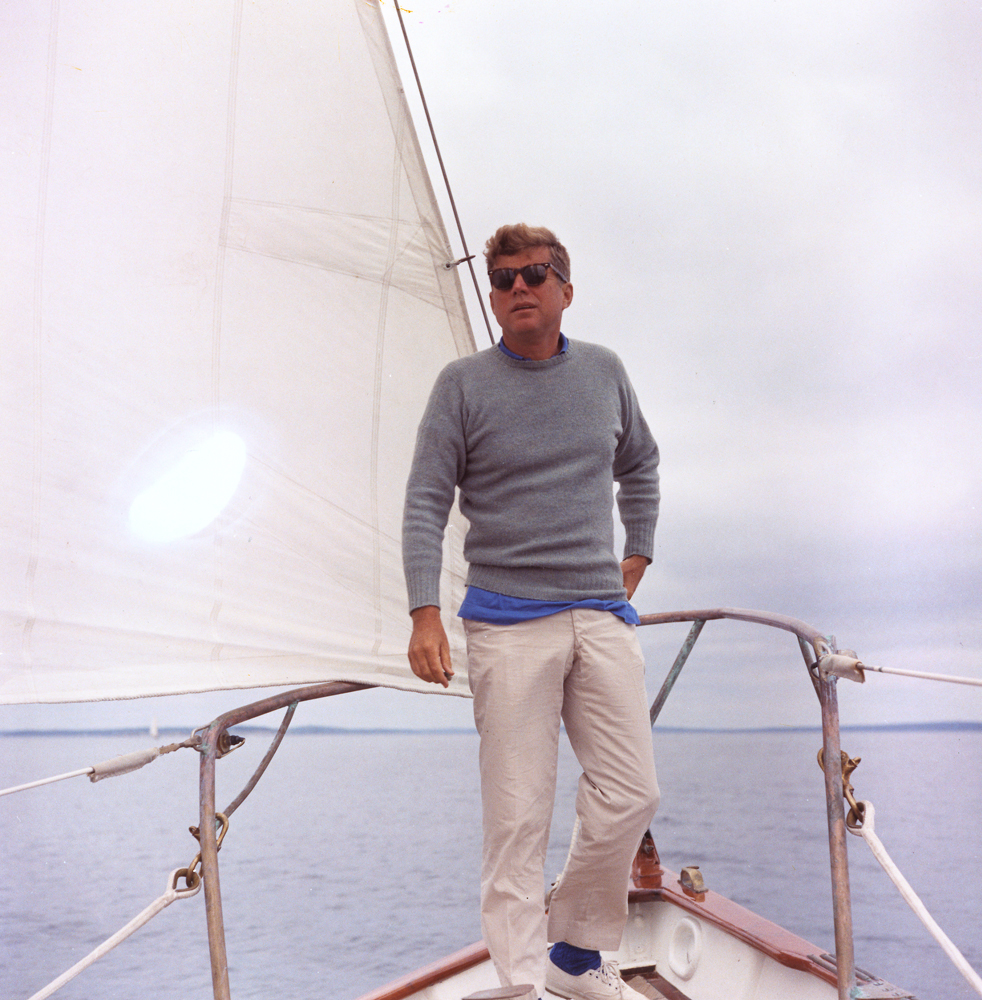
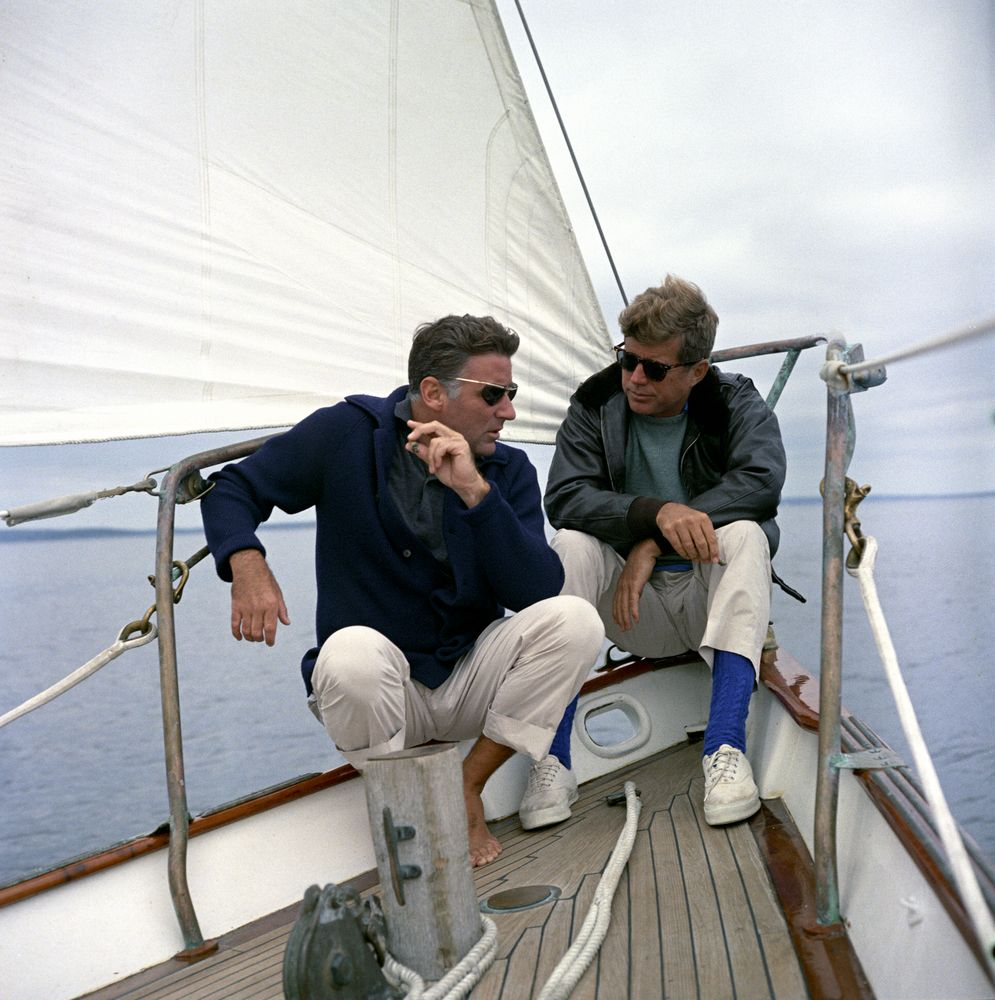
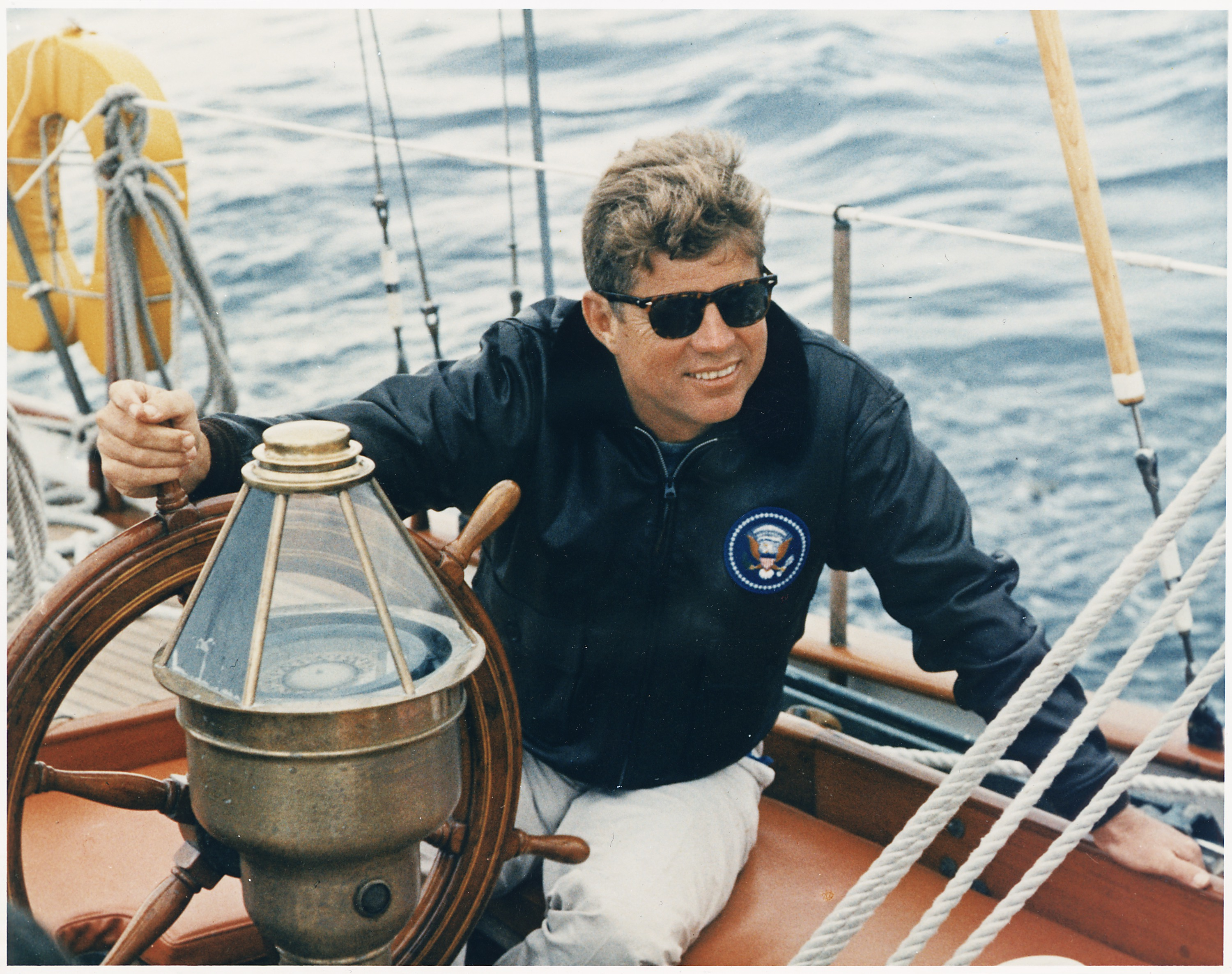

Le navire est revendu en 1999 à la petite-fille de son propriétaire d'origine, pour être entièrement rénové d'origine au Deagle's Marine Railway de Virginie (États-Unis), puis être revendu en 2010 pour des courses de yachts classiques et locations sur la Côte d'Azur française, dont les Voiles de Saint-Tropez, Corsica Classic Yachting, ou Monaco Classic Week,,,,...

## Palmarès partiel
- 1938 : victoire du Chicago Yacht Club Race to Mackinac (en), section croisière.
- 1939 : 2e du Chicago Yacht Club Race to Mackinac.
- 1940 et 1941 : victoire du Port Huron to Mackinac Boat Race (en).